# Rumania en los Juegos Olímpicos de París 2024
Rumania estuvo representada en los Juegos Olímpicos de París 2024 por un total de 107 deportistas que compitieron en 17 deportes. Responsable del equipo olímpico es el Comité Olímpico y Deportivo Rumano, así como las federaciones deportivas nacionales de cada deporte con participación.
Los portadores de la bandera en la ceremonia de apertura fueron los remeros Marius Cozmiuc y Ionela-Livia Cozmiuc.

## Medallistas
El equipo olímpico de Rumania obtuvo las siguientes medallas:
| Nombre | Deporte            | Competición                 |
| --- | ------------------ | --------------------------- |
| Oro |                    |                             |
| David Popovici | Natación           | 200 m libre M               |
| Andrei-Sebastian Cornea Marian Enache | Remo               | Doble scull (M2X) M         |
| Maria-Magdalena Rusu Roxana Anghel Nicoleta-Ancuța Bodnar Maria Lehaci Adriana Adam Amalia Bereș Ioana Vrînceanu Simona Radiș Victoria-Ştefania Petreanu (t) | Remo               | Ocho con timonel (W8+) F    |
| Plata |                    |                             |
| Mihaela Cambei | Halterofilia       | 49 kg F                     |
| Nicoleta-Ancuța Bodnar Simona Radiș | Remo               | Doble scull (W2X) F         |
| Ioana Vrînceanu Roxana Anghel | Remo               | Dos sin timonel (W2-) F     |
| Gianina van Groningen Ionela-Livia Cozmiuc | Remo               | Doble scull ligero (LW2X) F |
| Bronce |                    |                             |
| Ana Bărbosu | Gimnasia artística | Suelo F                     |
| David Popovici | Natación           | 100 m libre M               |